# 道膺禪師塔
29°05′39″N 115°34′57″E / 29.09417°N 115.58250°E
本條目為住持雲居山的唐代高僧道膺禪師的祖師塔概述。道膺禪師於唐昭宗天復二年正月三日端然告寂，諡｢弘覺禪師」，塔曰｢圓寂」。

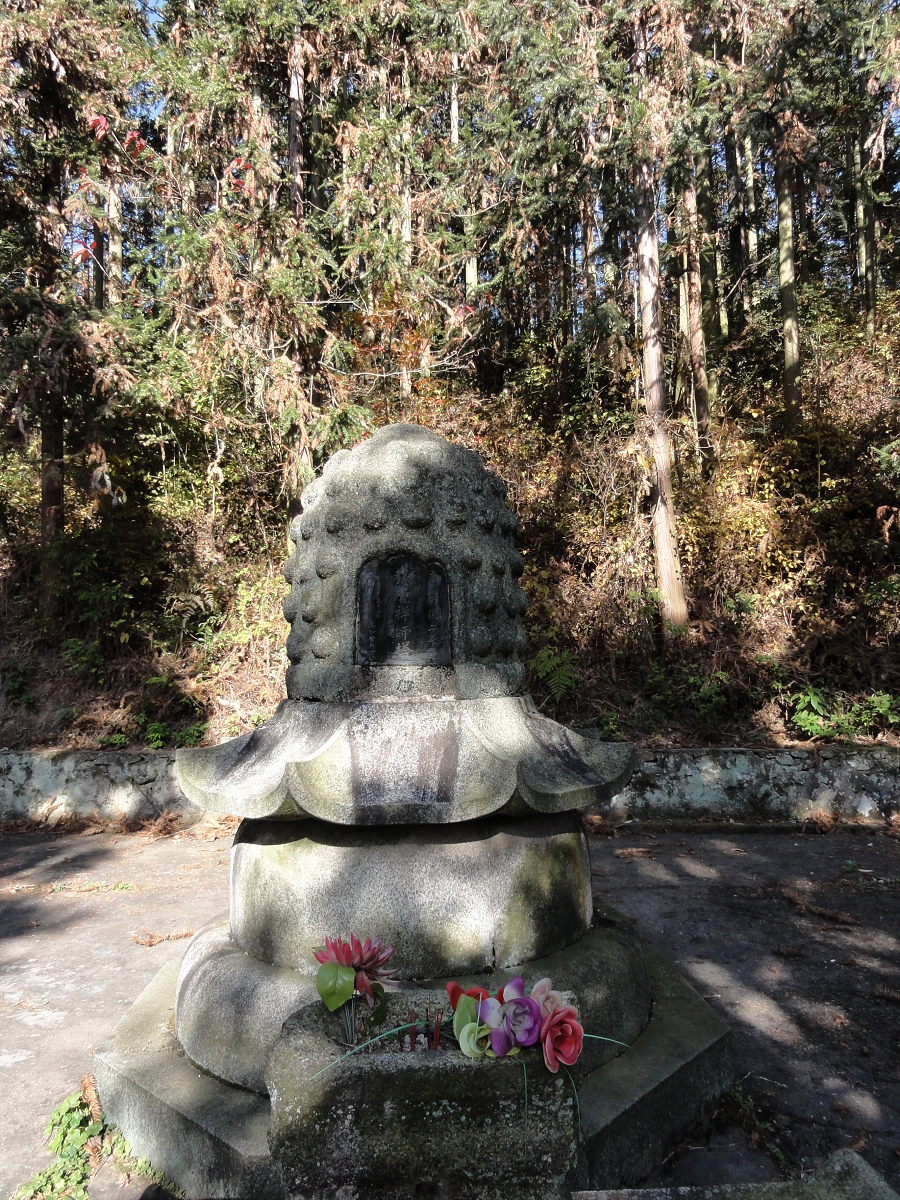
雲居山趙州關外東北側約150米處，鉢盂山東麓山腳下。

## 地理位置

### 座落位置
塔座落於雲居山趙州關外東北側約150米處，即鉢盂山東麓山腳下，距真如禪寺約2公里。與宋建高僧普同塔、宋建普同塔、兩佚名祖師塔建於同一塔坪之上，而呈現梅花形之塔群，而居為中心位置。

### 塔座方位
- 座向：座西朝東。
- 高度：700.4公尺
- 緯度：29.09417
- 經度：115.5825

## 歷史

### 建造年代
- 始建年代：唐天復二年（902）
- 修復年代：文革中法塔遭毀損，而於1985年由真如禪寺常住加以修葺恢復。

### 碑石鐫字
- 塔座碑石上鐫有楷書字體，正中為｢弘覺禪師塔」，右側一行為｢唐天復二年建」，左側一行為｢佛曆三千零十二年 公元一九八五年秋 真如寺常住重修」。
- 在長方形塔坪後半周有｢ㄇ」字型的花崗岩護牆，牆正中嵌有碑龕，龕內為青石碑一塊，碑頂有橫排篆書體｢敕賜雲居弘覺禪師」八字，其下鐫有楷書字體｢重錄曹洞正宗道膺祖師志序」，落款為｢佛曆三千零十二年仲秋  住持一誠暨四眾弟子重修」。

## 建造藝術
- 建石結構：花崗岩與青石。
- 雕刻藝術：詳見《雲居山新志》，第三章全山塔墓，頁16-17。

## 引用資料
1. ↑  〈南康雲居道膺禪師〉，《五燈全書》，卷26。CBETA, X81, no. 1571, pp. 649c14- 651c1 // Z 2B:13, pp. 323a14 - 325a1 // R140, pp. 645a14- 649a1。
2. ↑  〈道膺禪師塔〉，頁16-17，第一編總論，第三章全山塔墓，《雲居山新志》。

## 外部連結
1. DDBC Integrated Search：https://web.archive.org/web/20110301065021/http://isearch.ddbc.edu.tw/
2. 中國佛寺志《雲居山志》http://buddhistinformatics.ddbc.edu.tw/fosizhi/ui.html?book=g074&page=108 （页面存档备份，存于）  〈道膺禪師塔〉，頁108，第5卷，《雲居山志》。
3. 地名規範資料庫：http://dev.ddbc.edu.tw/authority/place/search.php?code=CN0360425T02AB%5B%5D  〈道膺禪師塔〉
4. 雲居山塔院巡禮：https://web.archive.org/web/20150128112821/http://dev.ddbc.edu.tw/yunjushan/